# Alexei Jurjewitsch Kitajew
Alexei Jurjewitsch Kitajew (russisch Алексей Юрьевич Китаев, englische Transkription Alexei Yurevich Kitaev; * 26. August 1963 in Woronesch, Sowjetunion, heute Russland) ist ein russisch-US-amerikanischer Physiker. Er führte 1997 topologische Quantencomputer ein.
Kitajew studierte am Moskauer Institut für Physik und Technologie (Abschluss 1986) und wurde 1989 am Landau-Institut für Theoretische Physik promoviert. Danach war er bis 1998 am Landau-Institut und 1999 bis 2001 bei Microsoft Research. Er ist Professor am Caltech.
Kitajew befasste sich in anfangs mit Festkörperphysik, zum Beispiel mit Quasikristallen und Quantenchaos. Später wandte er sich der Quanteninformatik zu und untersuchte dort Komplexitätsklassen, topologische Quantencomputern (zum Beispiel mit Anyonen um fehlertolerantes Rechnen zu ermöglichen) und führte einen eigenen Phase Estimation Algorithmus ein, der einen alternativen Faktorisierungsalgorithmus zu dem von Peter Shor lieferte. Dabei arbeitete er auch mit Michael Freedman zusammen. 2006 schlug er ein exakt lösbares Modell für Anyonen für wechselwirkende Spins auf einem Bienenwabengitter vor. 2001 untersuchte er ein Toy-Modell für Majorana-Fermionen in einem Nanodraht in Nachbarschaft zu einem p-Wellen-Supraleiter, das 2012 aktuell wurde durch experimentelle Hinweise auf Majorana-Fermionen.
1999 führte er die Komplexitätsklasse QMA (Quantum Merlin Arthur) ein, dem Analogon von NP in der Quanteninformationstheorie. Außerdem zeigte er, dass das Quanten-Analogon von 3-SAT-Problemen, das lokale Hamilton-Problem (Bestimmung des Grundzustands bzw. niedrigsten Eigenwerts für einen k-lokalen Hamiltonian, repräsentiert durch eine Hermitesche Matrix, die aus endlich vielen Termen besteht die jeweils auf maximal k Qubits wirken), QMA-vollständig ist.
2008 wurde er MacArthur Fellow. 2012 erhielt er den Fundamental Physics Prize, 2015 die Dirac-Medaille des ICTP. Für 2017 wurde ihm der Oliver E. Buckley Condensed Matter Prize zugesprochen. 2021 wurde Kitajew in die National Academy of Sciences gewählt. 2024 erhielt er den Henri-Poincaré-Preis. Ebenfalls 2024 wurde er mit dem Basic Science Lifetime Award for Theoretical Physics ausgezeichnet.
Seit 2021 zählt ihn der Medienkonzern Clarivate aufgrund der Zahl seiner Zitierungen zu den Favoriten auf einen Nobelpreis (Clarivate Citation Laureates).

## Schriften
- mit M. Vyalyi, Alexander Shen Classical and Quantum Computation. American Mathematical Society 2002
- Fault-tolerant quantum computation by anyons. Preprint 1997, Annals of Physics, Band 303, 2003, S. 2–30
- Quantum computations: algorithms and error correction. Russian Mathematical Surveys, Band 52, 1997, S. 1191–1249
- Unpaired Majorana fermions in quantum wires, Phys.-Usp., Band 44 Supplement, 2001, S. 131–136, Arxiv
- Anyons in an exactly solved model and beyond, Ann. Phys., Band 321, 2006, S. 2–111, Arxiv
- mit John Preskill: Topological Entanglement Entropy, Phys. Rev. Lett., Band 96, 2006, S. 110404,  Arxiv
- mit M. Freedman, Michael J. Larsen, Zhenghan Wang: Topological Quantum Computation, Bulletin AMS, Band 40, 2003, S. 31–38, Online